# Enrique Hormazábal
Enrique Hormazábal   (Santiago de Xile, 6 de gener de 1931 - Santiago de Xile, 18 d'abril de 1999) fou un futbolista xilè de la dècada de 1950.
Fou 47 cops internacional amb la selecció de Xile amb la qual participà en els campionats sud-americans de 1955 i 1956. Pel que fa a clubs, defensà els colors de Santiago Morning i Colo-Colo.